# Qaraassap Imaa
Le Qaraassap Imaa (parfois Qarajat ou Kárajak) est un fjord tributaire du fjord Uummannaq dans le nord-ouest du Groenland.

## Géographie
Il se jette dans le fjord Ikerasak, depuis le nord, entre la pointe Qaraasap Nunataa au sud-est et la péninsule Drygalski au nord-ouest.